# Place Paul-Éluard
La place Paul-Éluard est une voie située entre le quartier de la Goutte-d'Or et le quartier de la Chapelle dans le 18e arrondissement de Paris.

## Situation et accès
Cette place se situe au carrefour des rues Ordener, de la Chapelle, Riquet et Marx-Dormoy.
Elle est desservie par la ligne 12 à la station Marx Dormoy.

## Origine du nom
Elle porte le nom du poète Paul Éluard (1895-1952).

## Historique
La place est créée et prend sa dénomination actuelle en 1982 sur l'emprise des voies qui la bordent.

## Bâtiments remarquables et lieux de mémoire
- Le jardin Nusch-Éluard ;
- Le quartier de Chapelle International ;
- Le square de la Madone ;
- Les jardins Rosa-Luxemburg.